# Aleksander Suțu
Aleksander Suțu (rum. Alexandru Suțu, gr. Αλέξανδρος Σούτζος; ur. 1758, zm. 19 stycznia 1821) – hospodar Wołoszczyzny, w latach 1802, 1806 i 1818–1821, oraz hospodar Mołdawii, w latach 1801–1802, z rodu Suțu.

## Biografia
Był synem hospodara Michała Suțu. Objąwszy tron wołoski w 1802 był ostatnim hospodarem przed zawarciem układu turecko-rosyjskiego, zgodnie z którym hospodarowie księstw naddunajskich mieli być mianowani na okresy siedmioletnie w porozumieniu obu mocarstw co do kandydata na tron. W związku z tym został zdetronizowany na rzecz uzgodnionego z Rosją Konstantyna Ipsilantiego. Powrócił na tron na krótko w 1806 po tym, jak Turcy, łamiąc porozumienie, zdetronizowali Ipsilantiego (co było jednym z powodów wybuchu wojny rosyjsko-tureckiej. Na dłużej zasiadł na tronie wołoskim dopiero kilkanaście lat później, w 1818 (już po zakończeniu wojny). Jego rządu zaznaczyły się dużym uciskiem fiskalnym ludności, podobnie jak inni hospodarowie fanarioccy otaczał się Grekami, obdarzając ich stanowiskami i wspierając ich poczynania gospodarcze z krzywdą dla lokalnych bojarów.
W tym okresie zaktywizowało się znacznie greckie stowarzyszenie niepodległościowe Filiki Eteria – próbowało ono doprowadzić do ogólnobałkańskiego powstania przeciw Turkom, w czym księstwa naddunajskie miały odgrywać kluczową rolę. Spiskowcy nawiązali m.in. kontakty z ojcem Aleksandra w czasach, gdy piastował on tron mołdawski, teraz jednak Aleksander był im przeciwny. Greccy konspiratorzy nawiązali natomiast bliskie kontakty z opozycją wobec hospodara i jego śmierć w styczniu 1821 pozwoliła im na przejęcie władzy na Wołoszczyźnie i wzniecenie powstania.
Był przedostatnim hospodarem wołoskim ery fanariotów (po nim tylko epizodycznie objął tron Scarlat Callimachi). W okresie jego ostatniego panowania podjęto decyzję ograniczającą możliwość wysuwania kandydatów do tronów hospodarskich do czterech rodów fanariockich (Callimachi, Moruzi oraz dwóch gałęzi Suțu), co miało służyć osłabieniu rywalizacji o tron (1819). Wynagrodzeniem dla pozostałych rodów fanariockich za rezygnację z pretensji miał być obowiązek ich utrzymywania przez te cztery czerpiące dochody ze stanowisk hospodarskich.